# 嘉当联络
在数学上，微分几何的结构嘉当联络（Cartan connection）是联络概念的一个推广，由Élie Cartan提出。该方法的一些应用请参见活动标架法，嘉当联络的应用和爱因斯坦-嘉当理论。

## 理论的概念方面
它由埃里·嘉当提出，作为他的活动标架法的一部分（和一种表述方法）。它可作用于微分形式，所以带有计算的特征，但也有两个其它重要的方面，两个都更偏几何。嘉当重新表述了伪黎曼几何的微分几何；并不仅仅是（度量）流形，还有任意流形的理论，包括李群。这是用活动标架（repère mobile）的术语来表述的，特别是作为广义相对论的另一种表述。
主要的想法是用正交标架建立联络形式和曲率的表达式。
嘉当形式化是协变导数和曲率的一种可选表示法，它采用微分形式和标架。虽然它最基本的形式是坐标相关的，它非常适合计算。它也可以用标架丛的术语来理解，并且有像旋量丛（spinor bundle）这样的推广。

### 标架的一般理论
理论的第一个方面指向主丛的理论（也可以成为标架的一般理论）。对于李群G的主丛上的联络的想法比较容易表述，因为在“竖直方向”，可以看到所需的数据可以通过把所有切向量平移回单位元（回到李代数）给出，而联络的定义只是简单的加上一个相容的'水平'分量。若G是对于另一个李群H的一种仿射群-也就是G是H和一个H作用在其上的向量平移群T的半直积，则一个H丛可以通过关联丛（associated bundle）构造变成一个G丛。也有一个关联的T丛：一个向量丛，H以自同胚作用于其上，该自同胚在G上成为内自同胚。
这种设置下的第一类定义是H的一个嘉当联络是一个特定类型的主G-联络。

### 认同切丛
第二种定义直接检视以光滑流形M为基空间的切丛TM。这里，数据是TM的一种特定的认同，作为一个丛，作为上面提到的T丛中的竖直切向量（其中，M自然的认同为0截面）。这称为焊接（soldering,有时写作welding）:我们现在把TM放在了更丰富的设置中，它由H值的变换数据表达。这里的一个要点是，和前面的讨论一样，它不假设H忠实地作用在T上。这直接使得旋量丛可以在理论中取代它们的位置，只要把H变成一个旋量群而不只是一个正交群。

## 使用形式化属于的一般理论
在根源上，几何由空间的不同物体间的"相似性"的概念组成。在19世纪晚期，相似性的概念通常由李群在空间上的作用给出。李群的作用通常是非常刚性的，所以嘉当几何是这种相似概念的一个推广使得曲率得以出现。当然，一个平坦的嘉当几何是没有曲率的几何。从平坦的情况开始，我们用一般性的形式化数学术语描述嘉当几何是什么意思。

### 平坦的情况

#### 问题的引入
爱尔兰根纲领主要处理拓扑群的齐性空间的研究，特别的，多数有用的几何（至少在19世纪和20世纪初）刚好就是同胚于李群的李子群的商空间的齐次微分流形。正是继承自李群的微分结构给了这些齐次空间比一般的齐次空间更多的（微分类型的）结构。

#### 数学细节
嘉当的一般方法是从一个李群G和一个李子群H开始，它们的李代数分别为{\displaystyle {\mathfrak {g}}}和{\displaystyle {\mathfrak {h}}}。有一个H的右作用在标准同态
{\displaystyle \pi :G\rightarrow G/H}
的纤维上，由{\displaystyle R_{h}g=gh}给出。一个向量场是竖直的若{\displaystyle \pi _{*}X=0}.  任何{\displaystyle X\in {\mathfrak {h}}}可以通过右作用的微分给出一个标准的竖直向量场{\displaystyle X^{+}}。所以，譬如若h(t)是若h(t)是一个单参数子群，其在幺元的切向量为h'(e)=X,则其垂直向量场为
{\displaystyle X^{+}={\frac {d}{dt}}|_{t=e}R_{h(t)}.}
G的Maurer-Cartan form w可以用齐次空间上的主丛的术语公理化的解释为：
1. w是一个G上的g值1-形式，它是G的切空间的线性同构。
2. {\displaystyle (R_{h})_{*}w=Ad(h^{-1})w}对所有H中的h.
3. {\displaystyle w(X^{+})=X}对所有{\displaystyle {\mathfrak {h}}}中的X.
4. {\displaystyle dw+{\frac {1}{2}}[w,w]=0}（结构方程）

反过来讲，可以表明，给定一个流形和一个M上的主H丛，若丛上给出一个形式w满足这些条件，则该主丛局域同构于一个主齐次丛{\displaystyle G\rightarrow G/H}的H丛.Maurer-Cartan形式的第四个属性等价于建立这种同构的可积性条件。一个嘉当几何是这个意义下的可积性条件的一种破坏，使得曲率得以出现。

### 弯曲的情况
从上述的齐次空间{\displaystyle (G,H,{\mathfrak {g}},{\mathfrak {h}},w)}的基本数据开始，我们现在准备定义一个嘉当几何为这个结构的一个特定变形，使得曲率能够出现。

#### 引例
黎曼几何可以看作是欧氏几何的"变形",伪黎曼流形是闵可夫斯基空间的变形，配置了共形结构的微分流形（Weyl流形）可以视为共形几何的变形，一个配置了仿射联络的微分流形（但没有黎曼度量）可以视为仿射几何的变形，等等。
还有很多其它例子。特别的有，G可以不是H上的仿射群。物理中的例子有，若M为一四维流形而H为旋子洛伦兹群Spin(3,1)，则G可以是 
R4{\displaystyle \rtimes }Spin(3,1）,
或Spin(4,1)或Spin(3,2)。这分别对应于选择闵可夫斯基空间，de Sitter空间和反de Sitter空间。这些结构的弯曲对应物在广义相对论中很重要。（选择哪个群取决于宇宙常数的符号） 
另一个例子，G可以是SO(n+1,1)，作用于n+2维闵可夫斯基空间，而H可以是通过原点的射线的等距群。这样得到的几何结构和n球的共形运动群同构。这些数据的弯曲对应和流形的共形结构的表述相关。

#### 数学细节
嘉当几何有下列部分组成。一个光滑n维流形M，一个r维李群H,其李代数为{\displaystyle {\mathfrak {h}}}，一个M上的主H丛P，一个n+r维李群G，其李代数为{\displaystyle {\mathfrak {g}}}，H为G子群。嘉当联络是P上的{\displaystyle {\mathfrak {g}}}-值的1-形式满足
1. w是P的切空间的线性同构
2. {\displaystyle (R_{h})_{*}w=Ad(h^{-1})w}对所有H中的h
3. {\displaystyle w(X^{+})=X}对所有{\displaystyle {\mathfrak {h}}}中的X

嘉当联络的曲率为{\displaystyle {\mathfrak {g}}}-值的2-形式
{\displaystyle \Omega =dw+{\frac {1}{2}}[w,w]}
若M配备了一个嘉当几何，其切空间有一个标准的H表示。实际上，投影{\displaystyle \pi :P\rightarrow M}有微分
{\displaystyle \pi _{*}:TP\rightarrow TM}.  {\displaystyle \pi _{*}}的核（kernel）由垂直向量的子丛组成，嘉当联络平凡化为{\displaystyle {\mathfrak {h}}}.  这样M的切丛同构于纤维积
{\displaystyle TM\cong P\times _{H}{\mathfrak {g}}/{\mathfrak {h}}}
这里{\displaystyle {\mathfrak {g}}/{\mathfrak {h}}}被H的伴随表示作用于其上。

## 嘉当联络的规范
进行嘉当联络的实际计算时，传统上要在一个特定的规范中进行。M上的一个规范就是M的（一个开子集上的）{\displaystyle {\mathfrak {g}}}-值1-形式{\displaystyle \theta }，使得商映射
{\displaystyle \theta :T_{p}M\rightarrow {\mathfrak {g}}\rightarrow {\mathfrak {g}}/{\mathfrak {h}}}
是向量空间的同构。
用联络w的术语来讲，一个规范可以通过选择一个截面{\displaystyle s:M\rightarrow P}，并置{\displaystyle \theta =s^{*}w}来决定。这样一个丛的截面称为一个活动标架。若一对截面s和t给定，则他们通过H-作用相联，所以{\displaystyle s=kt}，其中k一个M上的H-值函数。所导出的规范{\displaystyle s^{*}w}和{\displaystyle t^{*}w}有下列方程关联
{\displaystyle s^{*}w=Ad(k^{-1})t^{*}w+k^{*}\omega _{H}}
其中{\displaystyle \omega _{H}}是H的Maurer-Cartan形式。

## 基本D算子
令V为H的实或复表示，H的作用记作{\displaystyle \rho }。令{\displaystyle A^{0}(P,V)}为P上的等变V值函数，使得
{\displaystyle R_{h}^{*}f=\rho (h^{-1})f}对所有{\displaystyle f\in A^{0}(P,V)}.
或者说
{\displaystyle A^{0}(P,V)=P\times _{H}V}.
令{\displaystyle A^{q}(P,V)}为P上的等变V值q-形式的空间。在有嘉当联络的情况，有一个标准的同构
{\displaystyle \phi :A^{q}(P,V)\cong A^{0}(P,\bigwedge ^{q}{\mathfrak {g}}^{*})}
由下式给出
{\displaystyle \alpha (X_{1},X_{2},\dots ,X_{q})=\phi (\alpha )(w^{-1}X_{1},\dots ,w^{-1}X_{q})}
de Rham算子保持等变性，所以退化为一阶微分算子
{\displaystyle d:A^{q}(P,V)\rightarrow A^{q+1}(P,V)}.
基本D算子就是如下复合算子
{\displaystyle D=\phi ^{-1}\circ d:A^{0}(P,V)\rightarrow A^{0}(P,V\otimes {\mathfrak {g}}^{*})}.
作用于{\displaystyle A^{0}(P,V)}中的函数，得到
{\displaystyle D_{X}f=w^{-1}(X)f.}

## 共变微分
共变微分是一种一阶微分算子，可以定义在一大类嘉当几何上。同上节一样，令数据{\displaystyle (P,H,{\mathfrak {g}},{\mathfrak {h}},w)}给定一个嘉当几何，并令{\displaystyle (V,\rho )}为H的一个表示，并在M上形成向量丛{\displaystyle \mathbb {V} =A^{0}(P,V)}。共变导数是一个一阶微分算子
{\displaystyle \nabla _{X}:\Gamma (\mathbb {V} )\rightarrow \Gamma (\mathbb {V} )}
对每个{\displaystyle X\in TM}满足通常的公理：若v和w是{\displaystyle \mathbb {V} }的截面，k是M上的函数，而X和Y是TM的截面，则
- {\displaystyle \nabla _{X}(v+w)=\nabla _{X}v+\nabla _{X}w}

- {\displaystyle \nabla _{X+Y}v=\nabla _{X}v+\nabla _{Y}v}

- {\displaystyle \nabla _{kX}v=k\nabla _{X}v}

- {\displaystyle \nabla _{X}(kv)=X(k)v+k\nabla _{X}v.}

要构造共变微分，令v为{\displaystyle \mathbb {V} }任一截面。注意v可以看作H-等变映射{\displaystyle P\rightarrow V}。这是我们要采用的观点。令X为M的切丛的一个截面。取任意到P的切丛上的右不变提升{\displaystyle {\bar {X}}}。定义
{\displaystyle \nabla _{X}v={\bar {X}}(v)+\rho (\omega ({\bar {X}}))(v)}.
要证明{\displaystyle \nabla _{X}}有所需属性，它必须：（1）和所选的提升{\displaystyle {\bar {X}}}无关，（2）等变，所以它下降为{\displaystyle \mathbb {V} }的一个截面。
对于（1），选择X的一个右不变的提升的模糊性是{\displaystyle X\mapsto X+\zeta ^{+}}形式的变换，其中{\displaystyle \zeta ^{+}}是一个从{\displaystyle \zeta \in {\mathfrak {h}}}导出的右不变竖直向量场。所以，在新的提升{\displaystyle {\bar {X}}+\zeta ^{+}}下计算共变导数，就得到
{\displaystyle \nabla _{X}v={\bar {X}}(v)+\zeta ^{+}(v)+\rho (\omega ({\bar {X}}+\zeta ^{+}))(v)}
{\displaystyle ={\bar {X}}(v)+\zeta ^{+}(v)+\rho (\omega ({\bar {X}}))(v)+\rho (\zeta )(v)}
{\displaystyle ={\bar {X}}(v)+\rho (\omega ({\bar {X}}))(v)}
因为{\displaystyle \rho (\zeta )(v)=-\zeta ^{+}(v)}，这只要取等变属性{\displaystyle R_{h}^{*}v=\rho (h^{-1})v}的微分就可以看到。
对于（2），因为{\displaystyle {\bar {X}}}是右不变的，
{\displaystyle R_{h}^{*}({\bar {X}}(v))={\bar {X}}(R_{h}^{*}v)={\bar {X}}(\rho (h^{-1})(v))=\rho (h^{-1})({\bar {X}}(v))}
进一步的有
{\displaystyle R_{h}^{*}[\rho (\omega ({\bar {X}}))(v)]=\rho (Ad(h^{-1})\omega ({\bar {X}}))(\rho (h^{-1})v)}
{\displaystyle =\rho (h^{-1})\rho (\omega ({\bar {X}}))(v)}
所以{\displaystyle R_{h}^{*}(\nabla _{X}v)=\rho (h^{-1})\nabla _{X}v}，和我们所要的一样。
参看：黎曼几何，广义相对论

## 进一步的阅读
- M. Nakahara, "Geometry, Topology and Physics", ISBN 0750306068（2nd ed, paperback）